# Brittany Hayes
Brittany Hayes (Condado de Orange, 7 de fevereiro de 1985) é uma jogadora de polo aquático estadunidense, medalhista olímpica e bicampeã mundial.

## Carreira
Hayes fez parte da equipe dos Estados Unidos que conquistou a medalha de prata nos Jogos Olímpicos de 2008, em Pequim.